# Stazione di Benevento Rione Libertà
La stazione di Benevento Rione Libertà è la fermata ferroviaria a servizio del Rione Libertà della città di Benevento. La stazione è ubicata sulla linea Benevento-Cancello.

## Strutture e impianti
La fermata, situata all'uscita della galleria Gran Potenza (la più lunga della linea, 816 metri), è impresenziata e dispone di una banchina con la pensilina, mentre il fabbricato viaggiatori è inaccessibile.
È dotata di un binario passante utilizzato per il servizio viaggiatori.

## Movimento
Il traffico viaggiatori è discreto. Nella stazione fermano alcuni dei treni per Napoli e Benevento.
La linea è sospesa ed autosostituita dal 2021 per lavori di ammodernamento della linea.

## Servizi
- Parcheggio di scambio[1]

## Interscambi
- Linee autobus Trotta Bus Services di passaggio (3, 3 bis, 14, 15)[5]